# Patience à feuilles obtuses
Rumex obtusifolius
Pour les articles homonymes, voir Patience (homonymie).
Espèce
Classification phylogénétique
La Patience à feuilles obtuses (Rumex obtusifolius  L.), également appelée Patience sauvage ou Rumex à feuilles obtuses, est une plante adventice du genre Oseille et de la famille des Polygonacées. Originaire d'Europe, on la trouve maintenant dans de nombreuses autres régions à travers le monde. Sa présence en grande quantité indique soit un sol argileux trop tassé, victime d'un engorgement en matière organique et parfois en eau, soit dans les cultures un semis en mauvaises conditions avec dispersion des semences (racines et graines).

## Dénominations
- Nom scientifique : Rumex obtusifolius  L., 1753[1]
- Noms vulgaires (vulgarisation scientifique), recommandés ou typiques : la Patience à feuilles obtuses[2], la Patience sauvage[2], le Rumex à feuilles obtuses[2], l'Oseille à Feuilles Obtuses[3], la Rhubarbe Sauvage[3].
- Noms vernaculaires (langage courant), pouvant désigner éventuellement d'autres espèces (notamment Rumex crispus) : localement, cette plante est aussi appelée doche, grande doche en Normandie (De Dol de Bretagne au Pays d'Auge) ou dogue dans le nord Cotentin ou près des iles anglo-normande (dock en anglais, issu de dok, « courte queue »[4]), parelle en Bretagne[5], paradelle en Limousin ou encore lapé en Savoie[6].

## Description

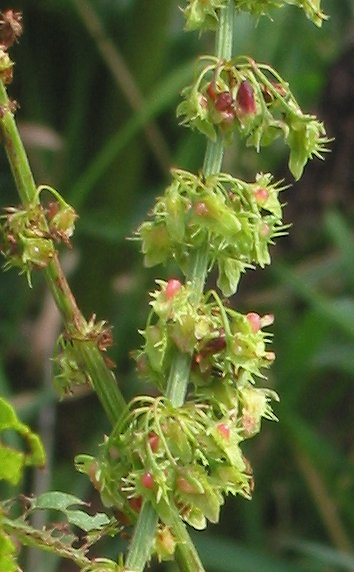
Fleurs de la Patience à feuilles obtuses

### Appareil végétatif
Rumex obtusifolius mesure 50 cm à 1,20 m de hauteur, pouvant atteindre exceptionnellement 1,50 m. Elle se développe avec une grande vigueur et peut atteindre sa taille maximale dès la première année. Espèce géophyte ou hémicryptophyte, elle se reproduit soit de manière sexuée (par la production de graines) soit par drageonnement à partir de ses rhizomes, et ce, même s'ils sont coupés ou cassés. Elle est dotée d'une racine pivotante tubérisée, pouvant atteindre 2,50 mètres de profondeur. La couleur jaune safran à l'intérieur de cette racine indique la présence de composés phénoliques phytotoxiques (notamment des anthraquinones) à action bactéricide et fongicide, la rendant très résistante à la décomposition et aux attaques des rongeurs en hiver notamment. Dès l'âge de trois ans, cette racine créé des racines adventives secondaires latérales qui se ramifient et finissent par devenir à leur tour des racines principales : le pied originel a ainsi colonisé l'espace par reproduction asexuée ou clonale. Ce développement latéral est une stratégie de type phalange qui permet une certaine mobilité végétative.
Elle est facilement reconnaissable à ses feuilles pétiolées, ovales, très grandes (jusqu'à 20 cm de longueur), d'un vert glabre et dont le goût est peu acide. Le limbe foliaire est composé d'un tissu mou, un peu épais. Les bords des feuilles sont légèrement « soufflés » ou ondulés. L'oseille crépue (Rumex crispus) est très similaire en apparence, mais avec des feuilles plus minces. Les pousses végétatives naissent du collet des rosettes hivernales. La période de végétation va de février à novembre.
Les tiges dressées, cannelées et un peu ramifiées à leur sommet, ont des nœuds couverts par une mince ochrea, une caractéristique de la famille des Polygonaceae.
Les semis peuvent être identifiés par les feuilles ovales rouge avec des tiges et des feuilles roulées.

### Appareil reproducteur
L'inflorescence regroupe de nombreuses petites fleurs vertes en verticilles très rapprochés, sans bractées (ou uniquement pour les inférieurs), disposées en grappes allongées. Cette inflorescence devient rouge foncé à maturité, couleur due à la synthèse d'anthocyanes aux nombreuses fonctions protectrices (stress hydrique, froid, photoprotection contre les rayons ultraviolets. La période de floraison va de juin à août. Le fruit (1,5 mm de long) est un akène trigone composé de valves fructifères à nervation en réseau, ovales-triangulaires, produisant des graines pyramidales brun-rougeâtre.

## Utilisation
Ses racines amères ont une action tonique et légèrement laxative, et sont utilisées en usage interne (action purgative et dépurative) et externe (employée, écrasé, comme cicatrisant sur plaies et ulcères). Ses larges feuilles étaient parfois utilisées pour envelopper le beurre de ferme. La sève de la feuille est connue pour contenir des tanins et de l'acide oxalique, qui a des propriétés apéritives, dépuratives, diurétiques et un peu astringentes, d'où la consommation des feuilles blanchies pour en faire des soupes, des légumes. Elle peut causer une légère dermatite. Son pétiole pelé peut être mangé cru (il a un goût sucré et acidulé) ou cuit comme avec Rumex alpinus, connu sous le nom de « rhubarbe des moines », en raison de l'usage de ses pétioles en confiture, tartes et compotes, et, jadis, de celui de sa racine comme laxatif, des mêmes façons que les parties correspondantes de la rhubarbe.
La teinture-mère de Rumex à feuilles obtuses est traditionnellement employée pour ses propriétés dépurative, diurétique et digestives. Comme beaucoup  de Patiences, elle est réputée pour son efficacité en cas de maladies de peau (dermatite, eczéma et érysipèle).
Métallophyte qui peut tolérer de hautes concentrations en fer, magnésium et manganèse, elle est une espèce bioindicatrice. L'agriculteur dont les prairies sont envahies de cette patience a affaire à un sol argileux et compact. Elle indique ainsi, comme le Grand plantain, un engorgement quasi permanent qui induit un manque d'oxygène et une baisse de l'activité bactérienne aérobie au profit de l'activité bactérienne anaérobie qui réduit le fer ferrique en fer ferreux toxique pour les racines des végétaux.
De plus, les rumex et en particulier Rumex obtusifolius peuvent être favorisés par de (mauvaises) conditions culturales : tassement, usage d'appareils rotatifs de préparation du sol multipliant les morceaux de racines qui vont repartir en végétation, surfertilisation.
Les rumex sont considérés comme gênants dans les prairies.

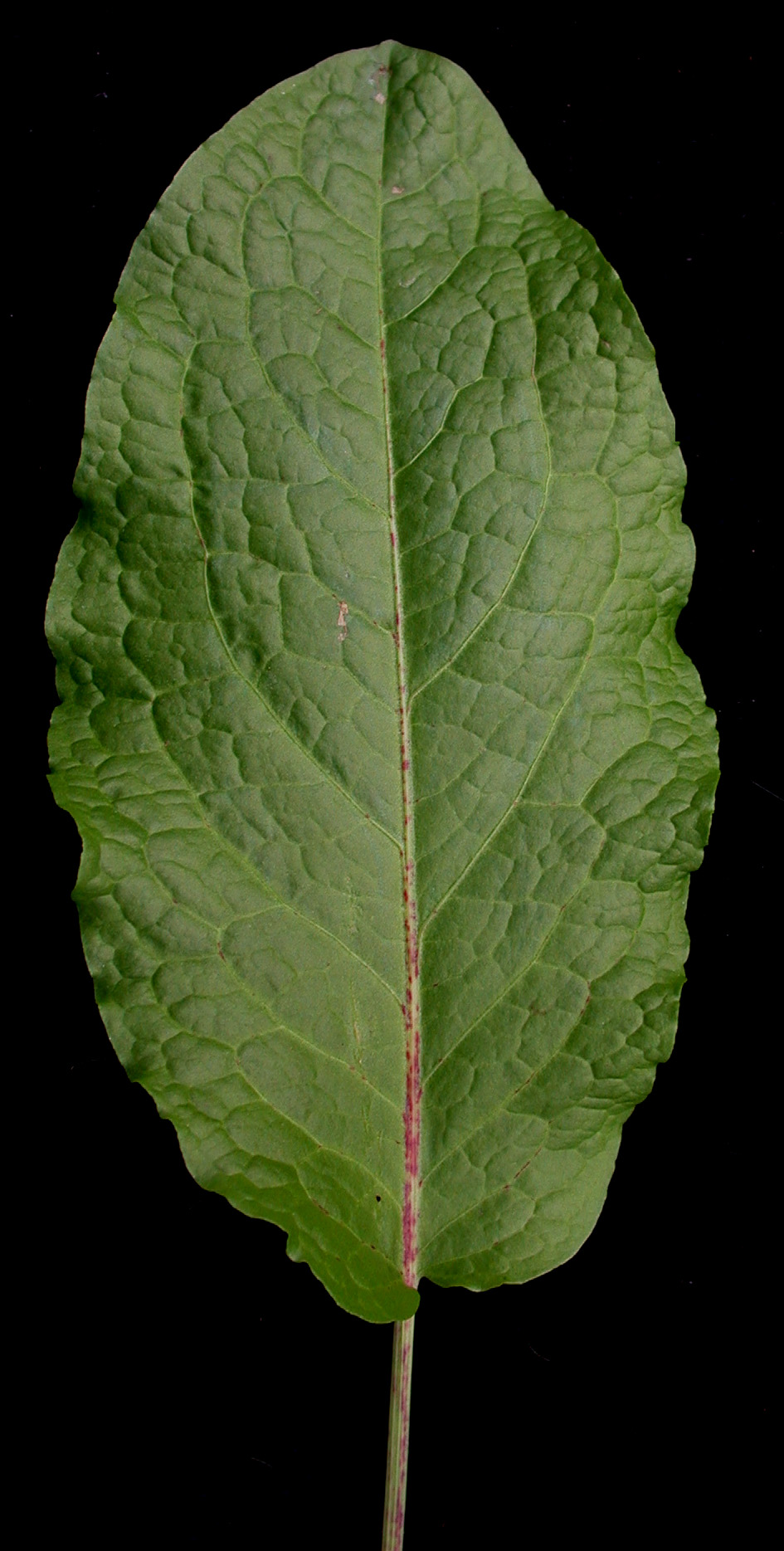
Feuille

## Habitat et aire de répartition
Espèce ubiquiste, mésophile à hygrocline, nitrocline (développement préférentiel sur des sols argilo-limoneux), elle est commune dans les jachères, friches et ourlets nitrophiles, mégaphorbiaies et voiles eutrophiques des rivières, potagers, prairies améliorées, forêts ripicoles (alliance Alno-Padion), chênaies-charmaies (Carpinion betuli), coupes forestières (Epilobietea angustifolii), lisières forestières fraîches (Geo-Alliarion) ou humides (Calystegion sepium), prairies humides (Bromion racemosi), zones rudérales (délaissés urbains, décombres bermes),.
Espèce assez commune en France, son aire de répartition est subatlantique, subméditerranéenne..

## Synécologie et éradication
Le rumex à feuilles obtuses est devenue une des espèces de mauvaises herbes les plus répandues au monde (Allard, 1965). Ainsi, en Europe centrale, plus de 80 % des herbicides utilisés sur les prairies permanentes ou temporaires le sont pour combattre cette adventice qui représente également un des obstacles à la conversion vers l'agriculture biologique. Elle présente un problème un recouvrement supérieur à 5 %, dans 10 à 15 % des parcelles tant en Angleterre qu'en Bretagne.
Cette oseille est légèrement toxique ; le bétail peut tomber malade en s'en nourrissant. L'allélopathie est une composante de la nuisibilité de cette adventice très compétitrice qui produit des phytotoxines solubles dans le sol interférant notamment avec les plantes de culture.
Mais l'éradication des rumex est difficile, les spécimens âgés étant dotés d'une profonde racine pivotante pouvant atteindre 2,50 mètres de profondeur.
Les semences certifiées doivent être exemptes de rumex.

## Conditions de levée de dormance
Indique des hydromorphismes par tassement, engorgement en matière organique animale et parfois en eau. Si ce rumex explose en agriculture, c'est important ; car les hydromorphismes déstructurent les argiles et causent une libération d'aluminium et de fer ferriques toxiques pour l'homme. Il peut être intéressant de laisser ces plants sur place : leurs racines percent les sols tassés et permettent leur oxygénation et l'arrêt naturel de l'asphyxie.
Rumex crispus et obtusifolius ne devraient pas lever dans un sol en bonne santé, il est donc inutile de les empêcher de grainer ; pour les besoins de culture on peut simplement couper la partie aérienne gênantes et laisser les racines corriger le milieu ; il faut évidemment éviter de passer avec un engin lourd ou d'ajouter de la matière organique sur ces « points d'asphyxie ».